# Buckinghamshire Championships 1956
Die Buckinghamshire Championships 1956 im Badminton fanden vom 29. November bis zum 2. Dezember 1956 in Slough statt.

## Die Sieger
| Disziplin    | Sieger                            |
| ------------ | --------------------------------- |
| Herreneinzel | Peter Waddell                     |
| Dameneinzel  | June Timperley                    |
| Herrendoppel | Peter Alcorn John R. Best         |
| Damendoppel  | Barbara Carpenter June Timperley  |
| Mixed        | Ronald Lockwood Barbara Carpenter |